# گونبک
گونبک (به آلمانی: Gönnebek) یک شهر در آلمان است که در زگه‌برگ واقع شده‌است. گونبک ۴۸۵ نفر جمعیت دارد.